# Centro de documentação

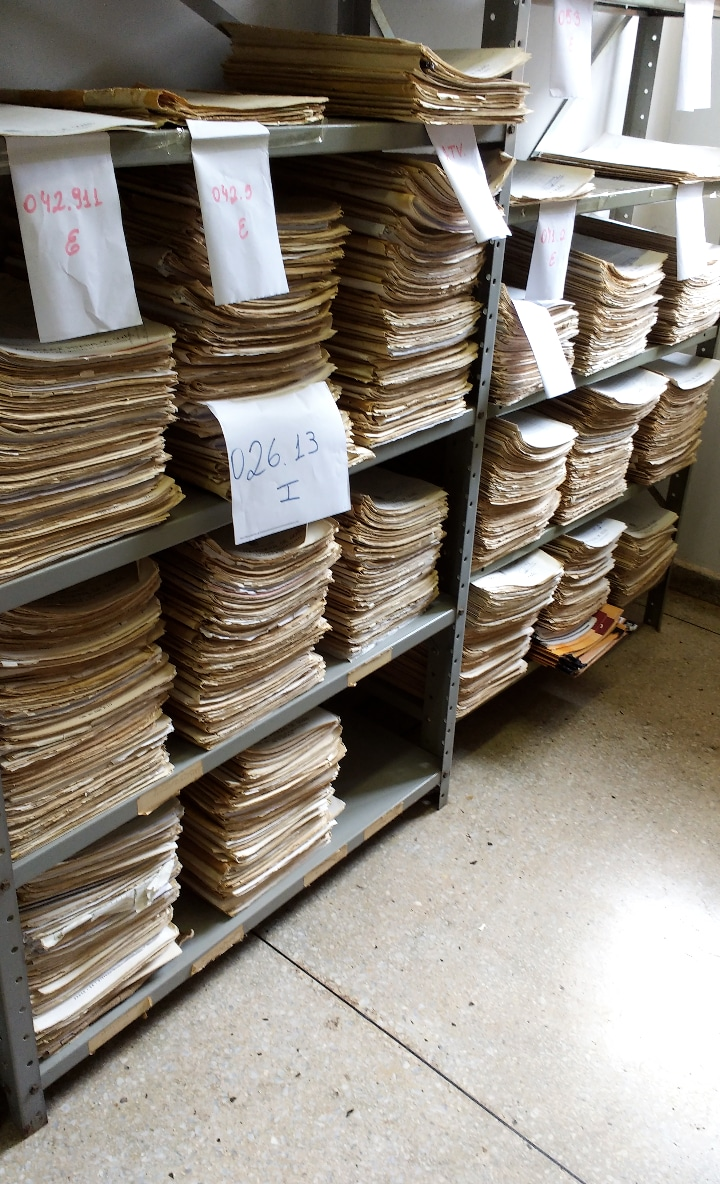
Registros de informação em Centro de Documentação

Centro de documentação (também conhecido como CEDOC), é uma instituição ou serviço responsável pela centralização de
documentos e disseminação de informações, ou seja, é um local que reúne documentos nos mais variados suportes, seja documento audiovisual, impresso ou em bases de dados, e na maior parte dos casos está associado a alguma instituição. Estes centros de documentação costumam ser frequentados principalmente por pesquisadores, professores e estudantes mediante a suas necessidades de explorar conteúdos que remetem ao histórico da instituição, porém muitos destes centros de documentação são abertos à comunidade geral, estabelecendo assim o acesso a informação. 

## Funções do centro de documentação
O centro de documentação possui funções importantes dentro de uma organização. Segundo Paes, os CEDOCs tem como intuito preservar, organizar, armazenar e recuperar a informação de uma determinada instituição. Desse modo, é desenvolvido uma gestão técnica da informação e dos documentos no âmbito administrativo ou histórico de alguma organização, participando deste modo na preservação da memória Organizacional. Estes centros estão presentes na maioria das empresas, universidades e órgãos públicos e geralmente são fundamentais para a preservação e fortalecimento da identidade cultural da corporação.
Em muitos casos, este setor atua como um centro de referência, pois pode oferecer materiais informacionais para profissionais de diversas áreas, tornando-se deste modo, um repositório informacional. Em algumas situações os CEDOCs tem como objetivo principal a prestação de serviços voltados para a pesquisa em que os usuários internos ou externos da instituição fazem o uso das informações fornecidas, destacando assim a sua função de apoio a pesquisa. Entretanto, é importante ressaltar que o centro de documentação não é um órgão acumulador de documentos, mas um sistema de disponibilização da informação que abrange o máximo de conteúdo da instituição que esteja inserido.
Os CEDOCs em muitos casos são confundidos pela sociedade com arquivos, museus e bibliotecas.Entretanto, os centros de documentação possuem elementos destas três entidades situados em um único ambiente institucional.  Souza relata que os serviços oferecidos pelos CEDOCs estão presentes em diversas empresas, inclusive em telejornais, que buscam informações para abordar os assuntos que serão apresentados nas reportagens, vale ressaltar que, estes serviços são desconhecidos por grande parte da sociedade.

## Centros de documentação no Brasil
No Brasil os CEDOCS estão localizados em diferentes partes do País.. Alguns exemplos de CEDOCS no Brasil são:
- FUNARTE CDOC[6] - Rio de Janeiro
- Centro de Documentação do Patrimônio (CDP)[7] - Brasília
- Centro de Documentação do Pensamento Brasileiro — CDPB[8] - Salvador
- CENDOC - Centro de Documentação da Aeronáutica[9] - Rio de Janeiro
- CEDOC- Centro de Documentação da TV Globo[10] - Rio de Janeiro
- CPDOC - Centro de Pesquisa e Documentação de História Contemporânea do Brasil[11] - São Paulo
- Centro de Documentação da Segunda Guerra Mundial[12] - São Paulo